# AirPods
AirPods是蘋果公司推出的藍牙无线耳机，于2016年9月7日苹果秋季新品发布会上初次发布，不過该耳机因為開發原因導致延遲到2016年12月中才正式對外发售，而且因為供不應求，當時之運送等待時間達到至少6週之久。该耳机需要设备运行iOS 10或watchOS 3以上的操作系统。AirPods可以自动通过iCloud同步，使得AirPods可以在运行macOS Sierra和watchOS的设备之间自由切换。AirPods也可以通过蓝牙4.0协议連結至其他设备，包括运行Android系统的设备。
2019年3月20日发布第二代AirPods，第二代产品外觀大致與第一代相同，但晶片改用H1晶片以支援蓝牙 5.0、改善無線連接速度、降低音訊延遲，並可選配無線充電盒，但第二代产品需要设备运行 iOS 12.2、watchOS 5.2 或 macOS 10.14.4 以上版本。
2021年10月19日，蘋果發布第三代AirPods。

## 技术与特性
AirPods的外型類似於原本随iPhone、iPad及iPod附送的EarPods，但该耳机需单独购买。其左右侧耳機不是互相有線連接，而是各自獨立。AirPods使用藍牙协议傳輸，内置光学传感器及加速仪，配對完成後戴上即自動啟動，拿下後自動停止播放。
完全充电后具有4~5小时的续航时间，配合充电盒可达24小时续航。其中，10分钟的充电可延长2~3小时的续航时间。
感应器分别有雙波束形成麥克風、雙光學感應器、動態識別感應器、話音識別感應器。其麦克风采用波束赋形技术，對著任意一邊耳機輕點2下，即可直接對Siri說話并下達指令。在 iOS 11操作系统中，可以分别設定左右耳机的轻点两下的功能。轻点两下支持的功能包括：
- Siri
- 播放/暂停
- 下一首
- 上一首
- 关闭

第二代的AirPods則不需輕點2下，只要說出「嘿，Siri！」即可直接下達指令。

## 規格
AirPods具有新的使用者交互功能，例如從個人耳朵中移除AirPod觸發播放暫停指令，反之亦然，點兩下可以啟動Siri，或播放或暫停播放。 AirPods的完整功能需要至少运行iOS 10.2，macOS Sierra或watchOS 3系统的设备。通过iCloud自動同步，使用者可以自由切換到其他已登入到相同的Apple ID且受支持的设备。AirPods還可以從任何支持藍牙4.0或更高版本的设备播放音訊，包括Android设备(可以使用點兩下手勢來控制播放)。
在2017年蘋果特別活動中，蘋果公司公開了一款名為 AirPower 的可選無線充電器。但是歷經將近兩年的延期後，蘋果在 2019 年 03 月 30 日正式發表聲明表示由於 AirPower 的表現無法達到蘋果的高標準，而宣布取消 AirPower 的推出計畫。

### 硬體
在第一代AirPods，Apple將自己訂製設計的晶片W1納入AirPods，有助於電池使用最佳化並處理藍牙連接以及音訊。
每個AirPod的重量為4克，其充電盒重量為38克。续航时间達五小時，並且透过充電盒充电续航可达24小時。在拆解過程中，發現每個AirPod 在其電池仓中含有93 mW·h電池，而在充電盒内则额外含有3.81V，1.52w.h或398mAh電池。
第二代的AirPods改用H1晶片，這是蘋果公司專為無線耳機開發的第一款晶片。

## 固件更新
AirPods包含可升級的韌體。其原始韌體是3.3.1。蘋果在2017年2月發布了韌體版本3.5.1，在2017年5月發布了版本3.7.2，在2019年3月發布了版本6.3.2，在2019年7月發布了版本6.7.8，在2019年9月發布了版本6.8.8。
Airpods 2/3, Airpods Pro, Airpods Max: 其原始韌體是1A661，在2023年1月發布了統一版本5B59。

## 評價
許多人批評AirPods售價過高，且該音質不符合價位。另一批評是人們認為耳機設計會從人的耳朵裡掉下來，然而，網站商業內幕的測試表明，在大多數耳朵類型正常使用時，這種情況不太可能發生。
另外，AirPods出現在停止運作時電量仍然快速耗盡的問題。其後，蘋果公司將AirPods的韌體升級到3.5.1，解決連接問題和電池消耗問題。